# Prostomidae
Prostomidae es una pequeña familia de coleópteros polífagos que viven en los hongos que infectan la madera muerta. Sólo una especie, Prostomis mandibularis, se encuentra en Europa. Se cree que puede encontrarse en peligro de extinción. Los escarabajos se pueden distinguir por su gran tamaño y la forma del cuerpo oblongo.

## Géneros
- Dryocora -
- Prostomis -
- †Vetuprostomis